# عمار بال سينغ
عمار بال سينغ هو سياسي هندي، ولد في 1946.